# Мужская сборная Северной Македонии по водному поло
Мужская сборная Северной Македонии по водному поло — национальная ватерпольная команда, представляющая Северную Македонию на международной арене. Управляющей организацией является Федерация плавания Северной Македонии (макед. Националната пливачка федерација на Северна Македонија; англ. Swimming Federation of North Macedonia).
До 1992 года северомакедонские ватерполисты выступали в составе мужской сборной Югославии.

## Результаты выступлений

### Чемпионаты мира
| Год        | Место          | И              | В              | Н              | П              | ГЗ             | ГП             | +/-            |
| ---------- | -------------- | -------------- | -------------- | -------------- | -------------- | -------------- | -------------- | -------------- |
| 1973—2007  | не участвовали | не участвовали | не участвовали | не участвовали | не участвовали | не участвовали | не участвовали | не участвовали |
| 2009       | 14             | 5              | 1              | 0              | 4              | 41             | 51             | -10            |
| 2011—н. в. | не участвовали | не участвовали | не участвовали | не участвовали | не участвовали | не участвовали | не участвовали | не участвовали |

### Мировая лига
| Год        | Место                                   | И                                       | В                                       | Н                                       | П                                       | ГЗ                                      | ГП                                      | +/-                                     |
| ---------- | --------------------------------------- | --------------------------------------- | --------------------------------------- | --------------------------------------- | --------------------------------------- | --------------------------------------- | --------------------------------------- | --------------------------------------- |
| 2002—2009  | не участвовали                          | не участвовали                          | не участвовали                          | не участвовали                          | не участвовали                          | не участвовали                          | не участвовали                          | не участвовали                          |
| 2010—2012  | не квалифицировались в финальный турнир | не квалифицировались в финальный турнир | не квалифицировались в финальный турнир | не квалифицировались в финальный турнир | не квалифицировались в финальный турнир | не квалифицировались в финальный турнир | не квалифицировались в финальный турнир | не квалифицировались в финальный турнир |
| 2013—н. в. | не участвовали                          | не участвовали                          | не участвовали                          | не участвовали                          | не участвовали                          | не участвовали                          | не участвовали                          | не участвовали                          |

### Чемпионаты Европы
| Год        | Место          | И              | В              | Н              | П              | ГЗ             | ГП             | +/-            |
| ---------- | -------------- | -------------- | -------------- | -------------- | -------------- | -------------- | -------------- | -------------- |
| 1926—2006  | не участвовали | не участвовали | не участвовали | не участвовали | не участвовали | не участвовали | не участвовали | не участвовали |
| 2008       | 8              | 7              | 2              | 1              | 4              | 53             | 82             | -29            |
| 2010       | 12             | 7              | 1              | 0              | 6              | 45             | 67             | -22            |
| 2012       | 11             | 7              | 2              | 0              | 5              | 63             | 72             | -9             |
| 2014—н. в. | не участвовали | не участвовали | не участвовали | не участвовали | не участвовали | не участвовали | не участвовали | не участвовали |